# Wyższe Seminarium Duchowne w Pińsku
Międzydiecezjalne Wyższe Seminarium Duchowne im. św. Tomasza z Akwinu w Pińsku – uczelnia katolicka kształcąca kandydatów do kapłaństwa na terenie archidiecezji mińsko-mohylewskiej, diecezji pińskiej i witebskiej znajdująca się w Pińsku. Jest to jedno z dwóch seminariów katolickich znajdujących się na Białorusi (drugie znajduje się w Grodnie).

## Historia
W 1917 roku ks. bp Zygmunt Łoziński został mianowany przez papieża Benedykta XV na biskupa diecezji mińskiej. 10 października 1918 roku założył Wyższe i Niższe Seminarium Duchowne w Mińsku. W 1920 roku przeniósł kleryków do Włocławka, ale sam został aresztowany przez władze sowieckie i przez 11 miesięcy był przetrzymywany w moskiewskim więzieniu na Butyrkach. Od października 1921 roku zaczęło działalność Niższe Seminarium Duchowne Diecezji Mińskiej w Nowogródku, a od roku 1924 – Wyższe Seminarium (tamże). 12 września 1925 roku bp Łoziński przeniósł Wyższe Seminarium Duchowne z Nowogródka do Pińska, do odbudowanego ze zniszczeń wojennych klasztoru pofranciszkańskiego. Papież Pius XI bullą „Vix dum Poloniae unitas” z 28 października 1925 roku powołał do życia nową diecezję pińską; na jej pierwszego biskupa mianował bpa Zygmunta Łozińskiego. W tym samym roku zaczęło działalność Wyższe Seminarium Duchowne Diecezji Pińskiej im. Św. Tomasza z Akwinu. W 1928 roku bp Łoziński przeniósł Niższe Seminarium z Pińska do Drohiczyna nad Bugiem. Do wybuchu II wojny światowej uczelnię ukończyło ponad 90 księży. Kontynuatorem działalności seminarium w granicach Polski po 1944 było Wyższe Seminarium Duchowne w Drohiczynie.
Po zajęciu wschodnich ziem Rzeczypospolitej przez Armię Czerwoną we wrześniu 1939 roku budynki Seminarium Duchownego w Pińsku zostały zaanektowane dla potrzeb sowieckiego wojska. W 1939 roku, tuż przed wybuchem wojny, seminarium pińskie ukończył kardynał Kazimierz Świątek, arcybiskup mińsko-mohylewski, apostolski administrator diecezji pińskiej, przewodniczący konferencji biskupów białoruskich. On to powziął zamiar odnowienia Seminarium Duchownego w Pińsku dla przygotowywania nowych księży do pracy na Białorusi.
W latach 1996–2001 zamojska firma „Renowator” prowadziła w budynkach prace remontowe. 31 maja 2001 roku papież Jan Paweł II podpisał dekret Stolicy Apostolskiej o otwarciu seminarium. Po 62 latach przerwy, 12 września 2001 roku otwarto Międzydiecezjalne Wyższe Seminarium Duchowne im. św. Tomasza z Akwinu. Na I roku rozpoczęło studia 17 alumnów z trzech białoruskich diecezji. Pierwszym rektorem został ks. abp Kazimierz Świątek, a prefektem ks. Jerzy Kosobucki, późniejszy biskup.
Zachodnią część budynków poklasztornych zajmuje kuria diecezji pińskiej. Przylega do nich bazylika katedralna Wniebowzięcia Najświętszej Maryi Panny. Kościół i klasztor zbudowano w latach 1712 – 1730 w stylu barokowym. Zbiory przedwojennej biblioteki seminaryjnej zostały prawdopodobnie wywiezione przez wojsko sowieckie. Obecna biblioteka posiada około 10 tysięcy pozycji.
Obecnie rektorem jest ks. Andrzej Ryłko.

## Rektorzy WSD
| imię i nazwisko       | daty urzędowania |
| --------------------- | ---------------- |
| Ks. Witold Iwicki     | 1925–1926        |
| Ks. Jan Wasilewski    | 1926–1933        |
| Ks. bp Karol Niemira  | 1933–1935        |
| Ks. Aleksy Petrani    | 1935–1939        |
| Ks. Kazimierz Świątek | 2001–2003        |
| Ks. Jan Salamon       | 2003–2015        |
| Ks. Andrzej Ryłko     | 2015             |

## Inni wykładowcy
- ks. Michał Krzywicki
- ks. Edmund Roszak SJ

## Absolwenci
- bł. ks. Mieczysław Bohatkiewicz
- ks. bp Kazimierz Świątek[4]
- ks. Aleksander Zienkiewicz
- ks. Mieczysław Suwała
- ks. Władysław Hładowski
- ks. Grzegorz Kołosowski
- ks. Stanisław Lazar
- ks. Jerzy Rosiak
- ks. Stanisław Ryżko

Galeria
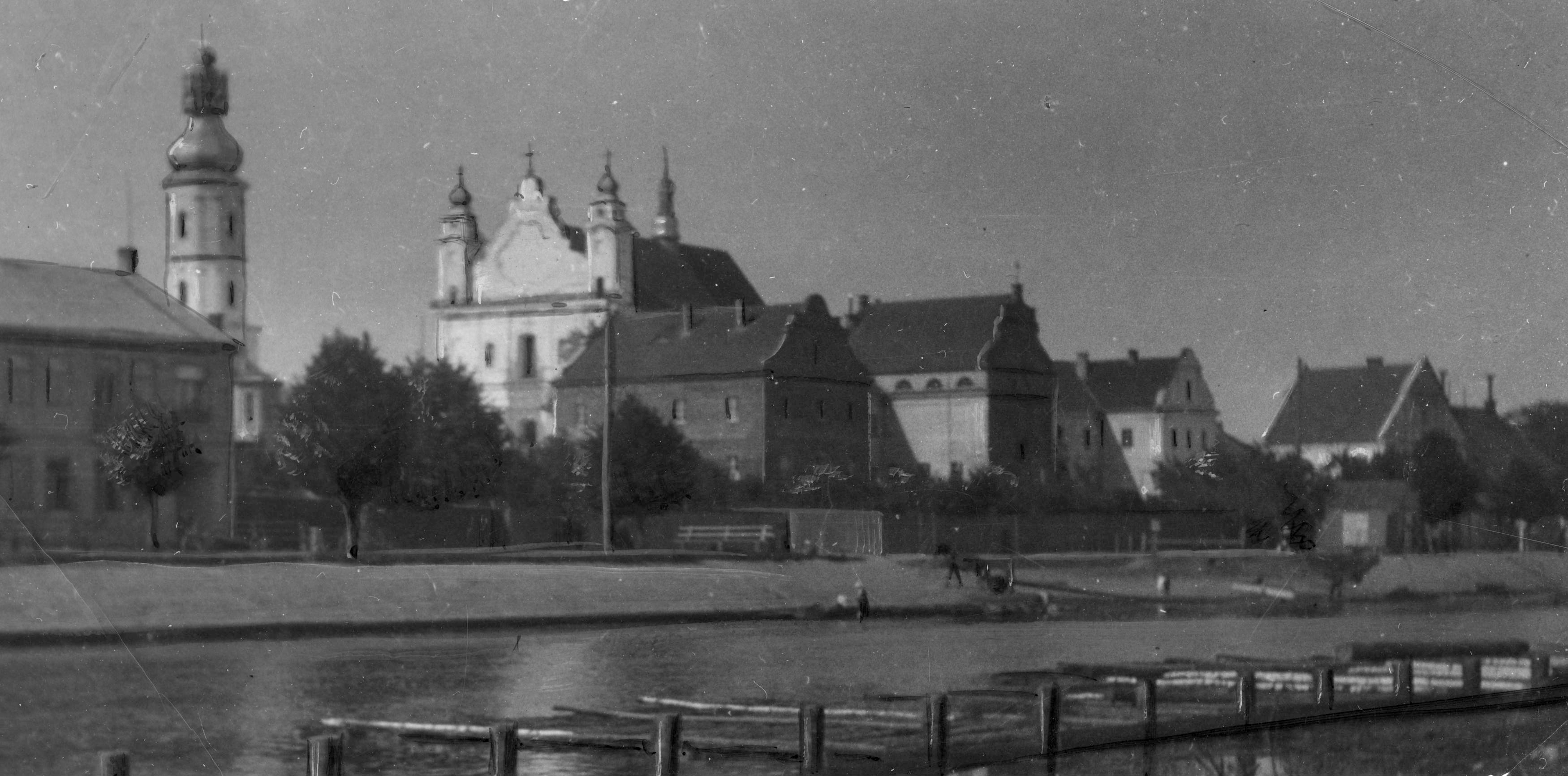
Budynki seminarium i katedra w latach 30. XX wieku
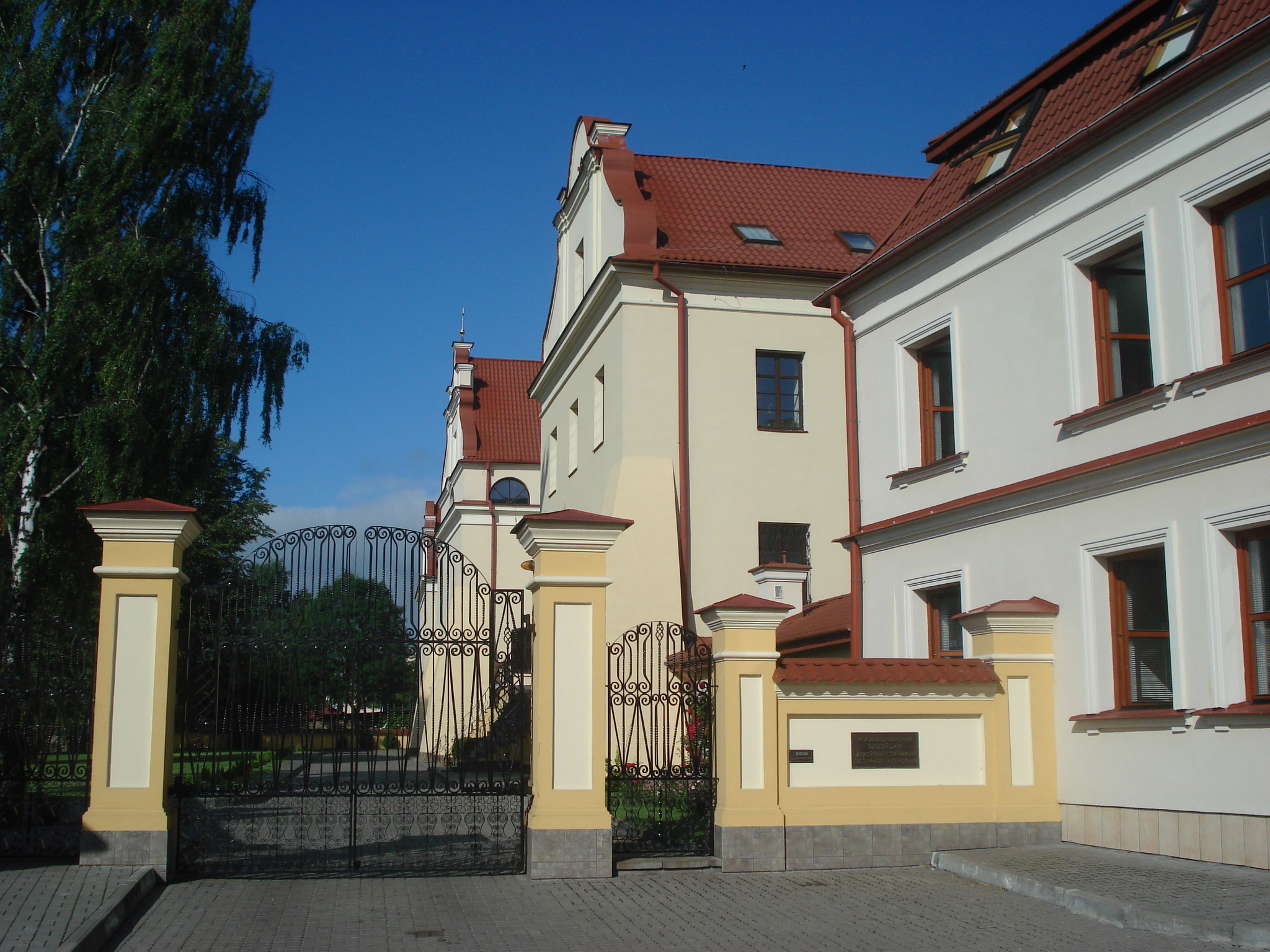
Brama do seminarium